# Đóng gói (mạng máy tính)

Mô hình quá trình đóng gói dữ liệu trong TCP/IP.

Trong mạng máy tính, đóng gói là phương thức thiết kế các giao thức truyền thông kiểm mô đun, trong đó các chức năng luận lý riêng biệt trong mạng được trừu tượng hóa bằng cách đóng gói dữ liệu hay ẩn thông tin với các đối tượng tầng cao hơn. Một phần mô phỏng của đóng gói được thực hiện hóa bằng nhiều phương thức biểu đạt. Sự cải tiến làm dao động tính trùng lặp cũng như cách ẩn định cho một vùng mã hóa.
Tầng vật lý có vai trò truyền thông dữ liệu trên thiết bị vật lý. Đóng gói tầng liên kết cho phép kết nối mạng cục bộ và giao thức IP (tầng mạng)dụng cho phép đánh địa chỉ các máy tính toàn cầu; UDP (tầng giao vận) đưa vào đánh dấu chương trình đang làm việc, ví dụ thông số cổng chỉ rõ dịch vụ nào đang truyền thông tin: web hay TFTP...
Trong các thảo luận về đóng gói, lớp trừu tượng hơn thường được gọi là lớp cao hơn, lớp cụ thể hơn gọi là lớp thấp hơn. Đôi khi các cụm lớp cao và lớp thấp được dùng để chỉ các lớp cao và thấp hơn IP (tầng mạng).
Đóng gói là đặc trưng của hầu hết các mô hình mạng, trong đó có mô hình OSI và TCP/IP.